# Malta (periodico)
Il Malta (sottotitolo: «Quotidiano nazionalista»), talvolta noto anche come Gazzetta Maltese, è stato un giornale in lingua italiana fondato nel 1883 nella Malta britannica.

## Storia
Fortunato Mizzi fonda il giornale come organo di stampa italofono di Malta, all'epoca colonia britannica.
Negli anni venti e trenta, il «Malta», diretto da Enrico Mizzi, figlio di Fortunato, è l'organo degli irredentisti maltesi riuniti nel Partito Nazionalista.
A seguito dell'ingresso dell'Italia nella seconda guerra mondiale, nel giugno 1940 il giornale viene trasferito a Roma, dove è redatto da emigrati irredentisti. Pubblicato da Calogero Tumminelli, la periodicità cambia da quotidiano a quindicinale. Cessa le pubblicazioni nel luglio 1943.